# Tlatelolcomassakern
Tlatelolcomassakern var en massaker på demonstranter i Mexico City som inträffade den 2 oktober 1968, tio dagar före invigningen av Olympiska sommarspelen i staden.
Omkring 5000 studenter befann sig denna dag på Plaza de las Tres Culturas i Tlatelolco för att protestera mot regimen när armén och polisen, utrustade med stridsvagnar och bepansrade fordon, öppnade eld mot folkmassan. Officiellt dödades 30 personer, men vittnesuppgifter och människorättsorganisationer hävdar att minst 200–300 personer dödades.
Myndigheterna hävdade att soldaterna agerade i självförsvar efter att blivit beskjutna, vilket motsägs av vittnen. 2003 avslöjades att CIA spelat en central roll för att slå ner protesterna. 2005 inleddes försök att ställa de ansvariga inför rätta för folkmord. År 2006 friades dåvarande inrikesministern Luis Echeverría, som sedermera var president mellan åren 1970 och 1976,  från anklagelserna.